# PGC 2073461
PGC 2073461 ist eine Spiralgalaxie im Sternbild Großer Bär. Sie ist rund 925 Millionen Lichtjahre von der Milchstraße entfernt und bildet ein Galaxienpaar mit SDSS J115331. Obwohl die beiden Galaxien auf diesem Bild scheinbar kollidieren, ist die Ausrichtung der beiden Galaxien wahrscheinlich nur zufällig, beziehungsweise die beiden stehen nicht wirklich in Wechselwirkung.